# Кубок Фарерських островів з футболу 2006
Кубок Фарерських островів з футболу 2006 — 52-й розіграш кубкового футбольного турніру на Фарерських островах. Титул вп'яте здобув клуб Б36 Торсгавн.

## Календар
| Раунд        | Дата                        | Матчі | Клуби   |
| ------------ | --------------------------- | ----- | ------- |
| Перший раунд | 18 березня 2006             | 4     | 20 → 16 |
| 1/8 фіналу   | 25 березня 2006             | 8     | 16 → 8  |
| 1/4 фіналу   | 25 травня - 13 вересня 2006 | 4     | 8 → 4   |
| 1/2 фіналу   | 20/27 вересня 2006          | 4     | 4 → 2   |
| Фінал        | 14 жовтня 2006              | 1     | 2 → 1   |

## Перший раунд
| Команда 1       | Рахунок | Команда 2        |
| --------------- | ------- | ---------------- |
| 18 березня 2006 |         |                  |
| Творойрі (2)    | 3:1     | Ройн (2)         |
| Фрам (3)        | 4:1     | НІФ Ноульсой (4) |
| Вагар (2)       | 1:2     | АБ Аргир (2)     |
| Сервагур (2)    | 1:0     | Мідвагур (3)     |

## 1/8 фіналу
| Команда 1       | Рахунок      | Команда 2      |
| --------------- | ------------ | -------------- |
| 25 березня 2006 |              |                |
| ГБ Торсгавн     | 4:1          | ВБ/Сумба       |
| ГІ Гьота        | 4:1          | Лайрвуйк (2)   |
| ЕБ/Стреймур     | 3:2          | Б71 Сандур (2) |
| Б36 Торсгавн    | 5:0          | Творойрі (2)   |
| Клаксвік        | +:-          | Фрам (3)       |
| Скала           | 2:1 дч       | АБ Аргир (2)   |
| Сервагур (2)    | 1:4          | НСІ Рунавік    |
| Б68 Тофтір      | 1:1 пен. 4:3 | Фуглафйордур   |

## 1/4 фіналу
| Команда 1       | Рахунок | Команда 2    |
| --------------- | ------- | ------------ |
| 25 травня 2006  |         |              |
| Б68 Тофтір      | 0:1     | Б36 Торсгавн |
| Клаксвік        | 4:2 дч  | ГІ Гьота     |
| Скала           | 1:0     | НСІ Рунавік  |
| 13 вересня 2006 |         |              |
| ЕБ/Стреймур     | 6:2     | ГБ Торсгавн  |

## 1/2 фіналу
| Команда 1          | Заг.         | Команда 2    | 1-й матч | 2-й матч |
| ------------------ | ------------ | ------------ | -------- | -------- |
| 20/27 вересня 2006 |              |              |          |          |
| ЕБ/Стреймур        | 1:1 пен. 4:5 | Б36 Торсгавн | 1:0      | 0:1 дч   |
| Скала              | 0:5          | Клаксвік     | 0:2      | 0:3      |

## Фінал
| 14 жовтня 2006 |

| Б36 Торсгавн                     | 2:1      | Клаксвік              |
| -------------------------------- | -------- | --------------------- |
| Беньямінсен 45' (пен.) Сілла 83' | Протокол | Даніельсен 46' (пен.) |

| «Гундадалур», Торсгавн Арбітр: Дагфінн Олсен |